# Naz Reid
Pour les articles homonymes, voir Reid.
Nazreon Hilton Reid, né le 26 août 1999 à Asbury Park dans le New Jersey, est un joueur américain de basket-ball évoluant aux postes d'ailier fort et pivot.

## Lycée
Naz Reid fait ses études au lycée catholique Roselle, dans le New Jersey.
Après sa saison senior, au cours de laquelle il inscrit en moyenne 14,8 points, prend 7,7 rebonds et fait 2,1 contres par match, Reid est invité au McDonald's All-American Boys Game 2018. Pendant le match, il marque 15 points, prend 11 rebonds, fait 2 passes décisives et 1 contre en jouant pendant 20 minutes.

## Carrière universitaire
Pour l'année 2018-2019, Naz Reid joue pour les Tigers de LSU.
Il fait ses débuts universitaires le 6 novembre 2018, en inscrivant 17 points et prenant 6 rebonds lors d'une victoire 94 à 63 contre l'équipe de Southeastern Louisiana University (en). Trois jours plus tard, il marque 29 points et prend 7 rebonds. Lors de sa première saison, Reid a des statistiques moyennes de 13,6 points, 7,2 rebonds et 0,9 passe décisive.
Le 3 avril 2019, Reid se déclare éligible à la draft 2019 de la NBA et embauche un agent, renonçant ainsi à ses trois dernières années d'éligibilité universitaire.

## Carrière NBA

### Saison 2019-2020
Le 20 juin 2019, Naz Reid n'est pas sélectionné lors de la draft 2019. Pour autant, il signe un contrat two-way avec la filiale NBA G League des Timberwolves, les Wolves de l'Iowa, le 5 juillet 2019. Selon les termes de ce contrat, Reid peut jouer avec les Timberwolves et les Wolves de l'Iowa. Il joue alors la NBA Summer League 2019 avec Minnesota.
Le 18 juillet 2019, après de bonnes performances en Summer League, il signe un contrat pour 4 saisons de 6 129 593 $,.
Il commence la saison avec l'équipe de G League des Wolves de l'Iowa, avant de faire ses débuts en NBA le 8 décembre 2019. Ce soir-là, il marque 3 points dans une défaite de 125 à 142 contre les Lakers de Los Angeles. Le 13 janvier 2020, il inscrit 20 points dans une défaite de 104 à 117 contre le Thunder d'Oklahoma City.
Sur son année rookie, il joue au total 30 matchs avec les Timberwolves, dont 11 en tant que titulaire, sur les 64 que son équipe dispute. La saison est en effet raccourcie à cause de la pandémie de Covid-19. Sur l'ensemble de cette saison, Naz Reid marque en moyenne 9 points, prend 4,1 rebonds et fait 1,2 passe décisive en 16,5 minutes de jeu par match.

### Saison 2020-2021
Le 6 février 2021, Reid bat son record en carrière de points inscrits sur un match avec 29 points dans une défaite de 118 à 120 contre le Thunder d'Oklahoma City.
Pour sa deuxième année, Naz Reid joue 70 matches avec les Timberwolves, dont 15 comme titulaire, profitant de la mise à l'écart de Karl-Anthony Towns de l'équipe lorsque celui-ci tombe malade du Covid-19.
Sur l'ensemble de la saison, ses statistiques augmentent : elles passent à 11,2 points, 4,6 rebonds, 1 passe décisive et 1 contre par match.

### Saison 2021-2022
Le 2 janvier 2022, Reid bat son record de points inscrit sur un match, avec 23 points lors d'une défaite de 103 à 108 contre les Lakers de Los Angeles.
Malgré plus de concurrence à son poste, avec l'arrivée de Taurean Prince, il joue 77 matchs, dont 6 comme titulaire. Pour autant, ses statistiques baissent légèrement, avec 8,3 points, 3,9 rebonds, 0,9 passe décisive et 0,9 contre en moyennes par match, le tout en 15,8 minutes.
Naz Reid joue ses premiers playoffs NBA à l'issue de la saison régulière, contre les Grizzlies de Memphis. Le 19 avril, pour son deuxième match de playoffs, il inscrit 12 points, prend 7 rebonds et contre 2 tirs dans une défaite 124 à 96 des Timberwolves. Son équipe est éliminée au premier tour.

### Saison 2022-2023
Pour sa quatrième saison NBA, Naz Reid est toujours en concurrence avec Taurean Prince sur le poste d'ailier fort/pivot remplaçant des Timberwolves. L'arrivée de Rudy Gobert comme pivot lui laisse moins de temps jeu. Pour autant, ses statistiques sont en hausse sur cette saison.
Le 16 décembre 2022, lors de sa première titularisation de la saison, Reid inscrit son record de points en carrière avec 28 unités. Il récupère également 9 rebonds pour aider les Timberwolves dans une victoire 112 à 110 contre le Thunder d'Oklahoma City.
Le 29 mars, lors d'une défaite de 107 à 100 contre les Suns de Phoenix, Reid se blesse au poignet gauche au quatrième quart-temps. Deux jours plus tard, les Timberwolves annoncent qu'on lui a diagnostiqué une fracture du scaphoïde du poignet gauche et qu'il est absent indéfiniment. Sa saison se termine, avec des moyennes en hausse.
Il ne participe donc pas aux playoffs 2023 où son équipe perd contre les Nuggets de Denver.
Le 25 juin 2023, Reid signe une prolongation de contrat de 42 millions de dollars sur trois ans avec les Timberwolves. L'extension comprend une année en option (que le joueur peut activer) pour la saison 2025-2026,.

### Saison 2023-2024
Après le départ de son concurrent direct à son poste d'ailier fort/pivot remplaçant Taurean Prince (qui signe à l'intersaison aux Lakers de Los Angeles), Naz Reid gagne en temps de jeu.
Le 8 mars, Reid bat son record de points sur un match en en inscrivant 34 lors d'une défaite de 113 à 104 contre les Cavaliers de Cleveland.
À la suite d'une saison où il inscrit en moyenne 13,5 points et prend 5,2 rebonds, le tout en 24,2 minutes par match, Naz Reid est dans la course pour être élu NBA Sixth Man of the Year. Il joue cette saison 81 matchs, dont 14 comme titulaire. Le 24 avril 2024, il reçoit ce trophée. C'est le troisième joueur de l'histoire à obtenir ce trophée tout en ayant été non-drafté, après John Starks (en 1997) et Darrell Armstrong (en 1999). Ce trophée récompense sa contribution à la très bonne saison de son équipe, que ce soit en attaque, et surtout en défense.
Le 20 avril, il retrouve les playoffs NBA contre les Suns de Phoenix. Auteur de 13 points lors du troisième match, il bat alors son record de points sur un match de playoffs. Le 4 mai, au second tour des playoff NBA, lors du premier match de la confrontation contre les Nuggets de Denver (les champions en titre), Naz Reid bat derechef son record de points sur un match de playoffs, en en inscrivant 16, avec 4 rebonds et 3 passes décisives.

### Saison 2025-2026
En juin 2025, Reid et les Timberwolves signent un nouveau contrat sur 5 ans et pour un montant de 125 millions de dollars.

## Palmarès
- NBA Sixth Man of the Year en 2024.

## Statistiques

### Universitaires
| Saison    | Équipe   | Matchs | Titul. | Min./m | % Tir | % 3pts | % LF | Rbds/m. | Pass/m. | Int/m. | Ctr/m. | Pts/m. |
| --------- | -------- | ------ | ------ | ------ | ----- | ------ | ---- | ------- | ------- | ------ | ------ | ------ |
| 2018-2019 | LSU      | 34     | 32     | 27,2   | 46,8  | 33,3   | 72,7 | 7,21    | 0,85    | 0,74   | 0,68   | 13,62  |
| Carrière  | Carrière | 34     | 32     | 27,2   | 46,8  | 33,3   | 72,7 | 7,21    | 0,85    | 0,74   | 0,68   | 13,62  |

### Professionnelles

#### Saison régulière
| Sixième homme de l'année |

| Saison    | Équipe    | Matchs | Titul. | Min./m | % Tir | % 3pts | % LF | Rbds/m. | Pass/m. | Int/m. | Ctr/m. | Pts/m. |
| --------- | --------- | ------ | ------ | ------ | ----- | ------ | ---- | ------- | ------- | ------ | ------ | ------ |
| 2019-2020 | Minnesota | 30     | 11     | 16,5   | 41,2  | 33,0   | 69,8 | 4,13    | 1,17    | 0,63   | 0,73   | 8,97   |
| 2020-2021 | Minnesota | 70     | 15     | 19,2   | 52,3  | 35,1   | 69,3 | 4,60    | 1,03    | 0,49   | 1,09   | 11,20  |
| 2021-2022 | Minnesota | 77     | 6      | 15,8   | 48,9  | 34,3   | 76,5 | 3,91    | 0,92    | 0,52   | 0,92   | 8,27   |
| 2022-2023 | Minnesota | 68     | 11     | 18,4   | 53,7  | 34,6   | 67,7 | 4,90    | 1,13    | 0,62   | 0,78   | 11,49  |
| 2023-2024 | Minnesota | 81     | 14     | 24,2   | 47,7  | 41,4   | 73,6 | 5,22    | 1,31    | 0,78   | 0,90   | 13,46  |
| Carrière  | Carrière  | 326    | 57     | 19,2   | 49,6  | 37,1   | 71,7 | 4,61    | 1,11    | 0,61   | 0,90   | 10,92  |

Mise à jour le 25 avril 2024

#### Playoffs
| Saison   | Équipe    | Matchs | Titul. | Min./m | % Tir | % 3pts | % LF  | Rbds/m. | Pass/m. | Int/m. | Ctr/m. | Pts/m. |
| -------- | --------- | ------ | ------ | ------ | ----- | ------ | ----- | ------- | ------- | ------ | ------ | ------ |
| 2022     | Minnesota | 5      | 0      | 10,8   | 41,2  | 42,9   | 100,0 | 2,80    | 0,00    | 0,20   | 1,20   | 4,80   |
| 2024     | Minnesota | 16     | 0      | 22,5   | 45,8  | 36,2   | 71,0  | 3,69    | 1,00    | 0,50   | 0,75   | 11,06  |
| Carrière | Carrière  | 21     | 0      | 19,7   | 45,3  | 36,8   | 76,3  | 3,48    | 0,76    | 0,43   | 0,86   | 9,57   |

Mise à jour le 1er juin 2024

## Records sur une rencontre en NBA
Les records personnels de Naz Reid en NBA sont les suivants, :
| Type de statistique        | Saison régulière | Saison régulière           | Saison régulière | Playoffs | Playoffs               | Playoffs      |
| Type de statistique        | Record           | Adversaire                 | Date             | Record   | Adversaire             | Date          |
| -------------------------- | ---------------- | -------------------------- | ---------------- | -------- | ---------------------- | ------------- |
| Points                     | 34               | @ Cavaliers de Cleveland   | 8 mars 2024      | 23       | Mavericks de Dallas    | 24 mai 2024   |
| Paniers marqués            | 12               | 3 fois                     | 3 fois           | 8        | Mavericks de Dallas    | 24 mai 2024   |
| Paniers tentés             | 22               | 2 fois                     | 2 fois           | 14       | @ Nuggets de Denver    | 6 mai 2024    |
| Paniers à 3 points réussis | 7                | 2 fois                     | 2 fois           | 7        | Mavericks de Dallas    | 24 mai 2024   |
| Paniers à 3 points tentés  | 11               | 4 fois                     | 4 fois           | 9        | Mavericks de Dallas    | 24 mai 2024   |
| Lancers francs réussis     | 9                | @ Nuggets de Denver        | 18 janvier 2023  | 6        | @ Grizzlies de Memphis | 19 avril 2022 |
| Lancers francs tentés      | 10               | @ Nuggets de Denver        | 18 janvier 2023  | 6        | @ Grizzlies de Memphis | 19 avril 2022 |
| Rebonds offensifs          | 6                | @ Pistons de Détroit       | 11 janvier 2023  | 2        | Nuggets de Denver      | 19 mai 2024   |
| Rebonds défensifs          | 15               | Thunder d’Oklahoma City    | 3 décembre 2022  | 10       | Nuggets de Denver      | 16 mai 2024   |
| Rebonds totaux             | 18               | Thunder d’Oklahoma City    | 3 décembre 2022  | 11       | Nuggets de Denver      | 16 mai 2024   |
| Passes décisives           | 5                | @ Jazz de l'Utah           | 16 mars 2024     | 3        | @ Nuggets de Denver    | 4 mai 2024    |
| Interceptions              | 5                | @ Warriors de Golden State | 26 février 2023  | 2        | Mavericks de Dallas    | 24 mai 2024   |
| Contres                    | 5                | 2 fois                     | 2 fois           | 4        | @ Nuggets de Denver    | 6 mai 2024    |
| Balles perdues             | 6                | Warriors de Golden State   | 24 mars 2024     | 3        | 3 fois                 | 3 fois        |
| Minutes jouées             | 42               | @ Lakers de Los Angeles    | 10 mars 2024     | 32       | Mavericks de Dallas    | 24 mai 2024   |

- Double-double : 28 (dont 1 en playoffs)
- Triple-double : 0

Dernière mise à jour : 5 mars 2025